# Кинеска четврт (филм)
Кинеска четврт (енгл. Chinatown) је америчка неоноар филмска мистерија из 1974. године, режисера Романа Поланског, према сценарију Роберта Тауна, док главне улоге тумаче Џек Николсон и Феј Данавеј. Филм је инспирисан калифорнијским ратовима за воду, серијом спорова око воде у јужној Калифорнији почетком 20. века, којима су задовољени интереси Лос Анђелеса и којима је обезбеђено право на воду у долини Овенс. Ово је био последњи редитељев филм у Сједињеним Државама и садржи многе елементе филма ноар, посебно вишеслојну причу која је делом мистерија, а делом психолошка драма.
Године 1991, Конгресна библиотека је одабрала овај филм за чување у Националном регистру филмова због његовог „културног, историјског и естетског значаја”, а сам филм се често назива једним од најбољих филмова икада снимљених. Био је номинован за 11 Оскара, али освојио је само онај за најбољи оригинални сценарио. Освојио је награде Златни глобус у категоријама за најбољу драму, најбољег режисера, најбољег глумца и најбољи сценарио. Амерички филмски институт га је 2008. сместио на друго место листе десет најбољих филмских мистерија.
Наставак, Два Џејка, премијерно је приказан 1990. године, у коме је Николсон поновио своју улогу и који је режирао, док се Роберт Таун вратио као сценариста. Филм није успео да понови успех свог претходника.

## Радња
Године 1937, жена која се представља као Евелин Малреј унајмљује приватног истражитеља Џеј-Џеј „Џејка” Гитиса да прати њеног мужа, Холиса Малреја, главног инжењера у Одељењу за воду и енергију Лос Анђелеса, за кога тврди да је вара. Пратећи га, Гитис чује како Малреј јавно изјављује да би изградња новог резервоара била небезбедна. Гитис фотографише Малреја са младом женом, што бива објављено у новинама следећег дана. Вративши се у своју канцеларију, Гитис се суочава са правом Евелин Малреј која прети да ће га тужити.
Схвативши да му је намештено, Гитис претпоставља да је Холис Малреј права мета. Пре него што је успео да га испита, поручник Лу Ескобар извлачи Малрејево тело из резервоара. Сада радећи за Евелин, Гитис истражује Малрејеву смрт као убиство. Он открива да иако је суша, сваке ноћи се из резервоара испуштају огромне количине воде. Гитис се суочава са шефом обезбеђења Одељења за воду, Клодом Малвихилом, и опаким послушником који Гитису реже леву ноздрву. Вративши се у своју канцеларију, Гитис прима позив од Ајде Сешнс, која се представљала као лажна госпођа Малреј. Она се плаши да идентификује свог послодавца, али каже Гитису да провери читуље тог дана.
Гитис сазнаје да је Малреј некада био пословни партнер Евелининог богатог оца, Ное Кроса. У свом дому, Крос нуди Гитису удвостручену накнаду за потрагу за Малрејевом несталом љубавницом. У катастру, Гитис открива да је већи део северозападне долине Сан Фернандо недавно променио власништво. Истражујући долину, нападају га љути земљопоседници који верују да је агент Одељења за воду, за које тврде да саботира водоснабдевање како би их истерало.
Гитис закључује да Одељење за воду исушује земљу тако да се може јефтино купити и да је Малреј убијен када је открио овај план. Гитис открива да је недавно преминули становник дома за пензионере наизглед купио имовину недељу дана након своје смрти. Гитис и Евелин одлазе у дом и потврђују да су други послови са некретнинама потајно обављани на имена неких пензионера, без њиховог знања. Њихову посету прекида сумњиви директор, који је позвао Малвихила.
Након што су побегли од Малвихила и његових насилника, Гитис и Евелин се крију у Евелининој кући и спавају заједно. Током ноћи, Евелин прима телефонски позив и мора изненада да оде; она упозорава Гитиса да је њен отац опасан. Гитис прати Евелинин ауто до једне куће. Шпијунирајући кроз прозор, види Евелин како теши Малрејеву љубавницу. Он оптужује Евелин да ту жену држи као таоца, али она тврди да је то њена сестра, Кетрин.
Следећег дана, анонимни позив одвлачи Гитиса у стан Ајде Сешнс где он проналази њено тело. Ескобар, који тамо чека, каже да је иследник пронашао слану воду у Малрејевим плућима, што указује да се није удавио у резервоару са слатком водом. Ескобар сумња да га је Евелин убила и говори Гитису да је брзо приведе. У Малрејевој вили, Гитис налази да је Евелин отишла, а слуге пакују ствари из куће. Он открива да је вода у баштенском језерцету слана и у њему примећује пар наочара. Он се суочава са Евелин око Холисове љубавнице, за коју Евелин сада тврди да је њена ћерка. Гитис шамара Евелин више пута док се она не сломи и открије да је Кетрин и њена сестра и њена ћерка; отац ју је силовао када је имала 15 година. Она каже да наочаре нису Малрејеве, јер он није носио бифокалне.
Гитис организује да њих две побегну у Мексико и наређује Евелин да се састане са њим у кући њеног батлера у кинеској четврти. Позива Кроса у Малрејеву кућу да намири њихов договор. Крос признаје своју намеру да укључи северозападну долину у град Лос Анђелес, а затим је наводњава и развија. Гитис оптужује Кроса за Малрејево убиство. Крос тера Малвихила да узме бифокалне наочаре од Гитиса, држећи га на нишану. Гитис је тада приморан да их одвезе у кинеску четврт где Евелин чека. Полиција је већ тамо и приводи Гитиса. Када Крос приђе Кетрин, представљајући се као њен деда, Евелин му пуца у руку и почиње да се одвози са Кетрин. Полиција отвара ватру и убија Евелин. Крос стеже хистеричну девојку и одводи је. Ескобар наређује да Гитис буде пуштен. Волш, Гитисов колега, одводи га са места злочина, говорећи му: „Заборави Џејк, ово је кинеска четврт”.

## Улоге
| Глумац         | Улога                |
| -------------- | -------------------- |
| Џек Николсон   | Џеј-Џеј „Џејк” Гитис |
| Феј Данавеј    | Евелин Малреј        |
| Џон Хјустон    | Ноа Крос             |
| Пери Лопез     | поручник Лу Ескобар  |
| Џон Хилерман   | Рас Јелбертон        |
| Дарел Зверлинг | Холис Малреј         |
| Дајана Лед     | Ајда Сешнс           |
| Рој Џенсон     | Клод Малвихил        |
| Роман Полански | човек са ножем       |
| Џо Мантел      | Лоренс Волш          |
| Брус Главер    | Дафи                 |
| Џејмс Хонг     | Кан                  |